# 艾密莉亞·懷得堡
艾密莉亞·懷得堡（瑞典语：Emilia Rydberg，1978年1月5日—），是一名瑞典女歌手，善於流行音樂和芭蕾舞曲式。

## 簡介
艾密莉亞在瑞典首都斯德哥爾摩出生，父親是埃塞俄比亞籍歌手德森奧美·密特古（Teshome Mitiku），母親是瑞典人。
1996年，她被瑞典著名樂隊ABBA的經理人斯迪·安達臣（Stig Anderson）之子立斯·安達臣（Lars Anderson）發掘，並於1998年推出首支歌曲《Big Big World》，Big Big World一曲也因此令她成名。
2009年，她在瑞典旋律节（歐洲歌唱大賽的瑞典區選拔賽）中, 以《You're My World》一曲直接由初賽晉身決賽，在決賽獲得第9名。

## 作品

### 專輯
- Big Big World（1998）
- Emilia（2000）
- Små ord av kärlek（2007）
- My World（2009）

I Belong to You （2012）

## 有關成名作Big Big World的一些軼事
- 在美國和英國均大受歡迎，在美國的ARC Weekly Top 40最高排名第15位（日期：1999年1月23日），在英國的單曲派行榜最高排名第5位（時為1998年12月）。
- 收錄於亞洲雜錦專輯《Now That's What I Call Music! 5》中。
- 越南籍女歌手Trish Thuy Trang曾改編此曲，並收錄於其專輯《I'll Dream Of You》中。
- 台灣歌手林嘉欣把此曲改編為中文版，收錄於專輯《單戀物語》內。
- 此曲被香港無綫電視劇集刑事偵緝檔案IV選用。

## 外部連結
- 官方網站1
- 官方網站2 （页面存档备份，存于）
- "Get Into The World Of Emilia!" 歌迷網站
- 個人檔案 （页面存档备份，存于）